# Film à épisodes
Pour les articles homonymes, voir Serial.

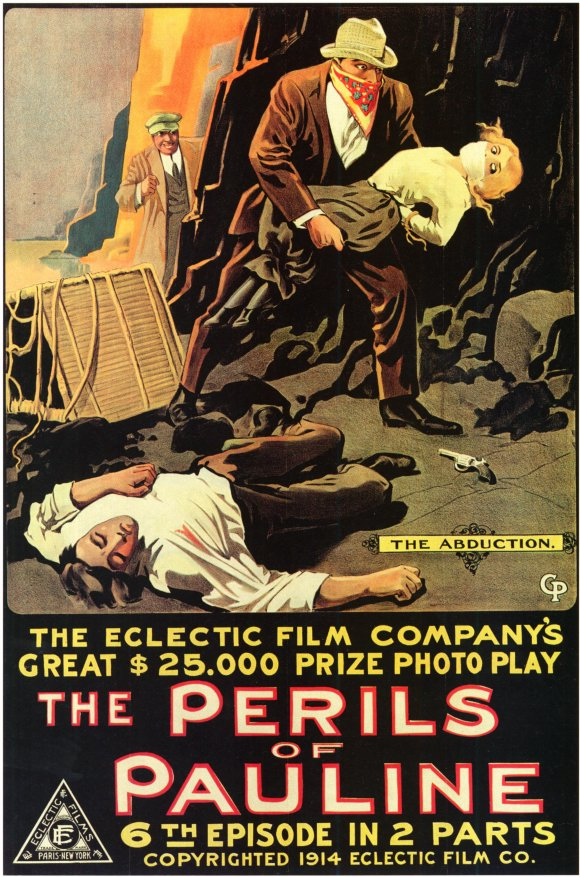
Affiche du serial The Perils of Pauline (1914).

Le serial, ou film à épisodes, est un type de film ayant un métrage étendu, séquencé en plusieurs épisodes selon le principe du roman-feuilleton et ayant connu son heure de gloire dans la première moitié du XXe siècle.
À l'origine, adaptation cinématographique de roman-feuilletons publiés dans des périodiques de type magazine, le film à épisodes visait principalement à divertir le public et non à créer des œuvres profondément originales ou d'une grande beauté artistique.

## Présentation

### Format
Le film à épisodes se différencie du long métrage par un métrage encore plus étendu mais séquencé en quatre à douze  épisodes, diffusés semaine après semaine dans une même salle de cinéma, en première partie d'un ou de deux longs-métrages (en anglais single feature et double feature).
Les différents épisodes doivent s'achever, autant que possible, par un cliffhanger (fin ouverte destinée à créer une forte attente), pour inciter le spectateur à revenir voir l'épisode suivant.

### Genres

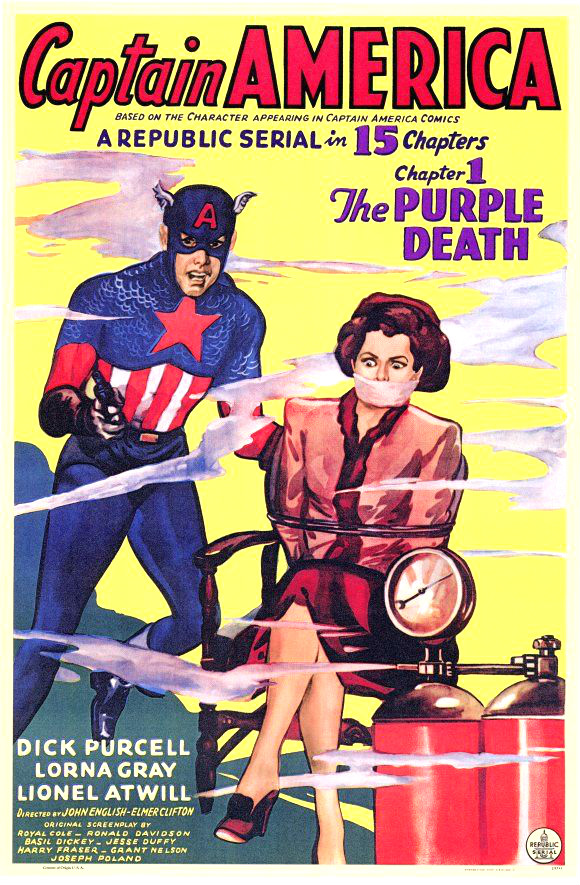
Affiche du serial Captain America (1944).

Les film serials américains relèvent de différents genres :
- le film d'aventures comme Les Mystères de New York (1914), Les Nouvelles Aventures de Tarzan (1935), etc. ;
- le western comme The Masked Rider (1919), Les Justiciers du Far-West (1938), etc. ;
- le film de science-fiction — celui-ci puisant souvent son inspiration dans les comics —, ainsi Flash Gordon (1936), Captain America (1944), Batman et Robin (1949), etc. ;
- le film policier comme Fantômas (1920), etc.

En France, les films serials rencontrent du succès avec notamment des films policiers avec Vidocq (1923) en dix épisodes.

### Production et diffusion
Le film à épisodes nécessite souvent le tournage de nombreuses scènes d'extérieur. Cette multiplication des lieux, jointe à la durée de tournage inhérente à un très long métrage, se traduit par des retards dans la production et des coûts plus élevés. Pour Christophe Trebuil, « la longueur d’un film à épisodes impose nécessairement un tournage plus étendu dans le temps que celui d’un long métrage classique » et « Le coût d’un film à épisodes est plus élevé que celui d’un long métrage ».

#### Allemagne
Dès le début du XXe siècle, le cinéma allemand va réaliser des serials tel que Homunculus, sorti d'août 1916 à janvier 1917 ou Stuart Webbs produite entre l'automne 1913 et l'automne 1929.

#### États-Unis
La production des premiers serials est faite par des succursales des entreprises Gaumont et de Pathé. Par la suite, des films comme The King of the Kongo, The Hurricane Express sorti en 1932 (avec 12 épisodes) ou Buck Rogers (composé de douze épisode de 20 minutes), sorti en 1939, de Ford Beebe & Saul A. Goodkind, ou Flash Gordon, sorti en 1936, auront beaucoup de succès auprès du public.

#### France
Du milieu des années 1910 au début des années 1930, le film à épisodes a marqué le paysage cinématographique français, avec près de 115 titres produits dans l'hexagone et environ 200 titres importés, principalement des États-Unis (les serials), mais aussi de l’Italie et de l’Allemagne.
Dans son livre Un cinéma aux mille visages : le film à épisodes en France (1915-1932), Christophe Trebuil distingue deux périodes dans l'histoire des fictions sérielles cinématographiques françaises :
- la première, la période du film à épisodes classique (1915-1922), pendant laquelle prédomine le modèle établi par Louis Feuillade et la société Gaumont depuis Judex (1917) : « format de douze épisodes, intrigues criminelles et sentimentales, multiplication des récits, des énigmes, des personnages et des lieux de l’action » ;
- la seconde, la période de la recherche d’un nouveau public (1922-1932), qui voit l’évolution du genre et de son public, sous l’impulsion de la Société des Cinéromans avec la « généralisation des films historiques, des adaptations littéraires, [l']apparition des comédies et des films sportifs, [la] diminution du nombre d’épisodes, [la] simplification du récit »[5].

La production française de films à épisodes cesse avec l’arrivée du parlant et la suprématie du long-métrage.

## Regain d'intérêt
Longtemps ignorés, voire méprisés par les historiens du cinéma qui leur reprochent un manque d'ambition et d'originalité, les films à épisodes font l'objet d'études culturelles (cultural studies) qui ont revalorisé ces productions, à la lumière du phénomène de société que constitue le succès considérable des séries télévisées.